# ملوین و هاوارد
ملوین و هاوارد (انگلیسی: Melvin and Howard) فیلمی در ژانر کمدی-درام به کارگردانی جاناتان دمی است که در سال ۱۹۸۰ منتشر شد.
مری استینبورگن توانست به‌خاطر بازی در این فیلم جایزه اسکار بهترین بازیگر نقش مکمل زن را از آنِ خود کند.

## بازیگران
- پال لو مات
- مری استینبورگن
- پاملا رید
- جیسون روباردز
- مایکل جی. پولارد
- چیپ تیلور
- شارلین هالت